# Felsőcsatár
Felsőcsatár là một thị trấn thuộc hạt Vas, Hungary. Thị trấn này có diện tích 17,9 km², dân số năm 2010 là 467 người, mật độ 26 người/km².